# یودای ایمورا
یودای ایمورا (انگلیسی: Yudai Imura؛ زادهٔ ۲۵ ژوئن ۱۹۹۱) بازیکن فوتبال اهل ژاپن است.